# Paulus Edward Pieris Deraniyagala
Dr. Paulus Edward Pieris Deraniyagala (förnamnet stavas ibland Paules) född 1900, död 1976, var paleontolog, zoolog och konstnär från Sri Lanka. Han var specialiserad på fossil från den indiska subkontinenten men beskrev även en del av Sri Lankas recenta fauna, däribland fiskar och kräldjur. Mellan åren 1939 och 1963 var han chef för Ceylons Nationalmuseum och åren 1961 till 1964 var han även dekan på konstitutionen på Vidyodaya University. Han var son till Sir Paul Edward Pieris, och gift med Prini Molamure. Deras son Siran Upendra Deraniyagala är en välkänd arkeolog.